# Dianthus alpinus
Dianthus alpinus L. är en nejlikväxt.
Dianthus alpinus ingår i släktet nejlikor, och familjen nejlikväxter. 
Inga underarter finns listade i Catalogue of Life.

## Beskrivning
Dianthus alpinus är en flerårig växt, som blir 2 — 10 cm hög.
Bladen är smala, 15 — 20 mm långa och 2 — 5 mm breda. I mitten finns en tydlig nerv.
Blomman blir ca 35 mm  i diameter. Saknar lukt. Kronbladet blir 10 — 15 mm långt.
Blomningstid juni — augusti
Kromosomtal 2n = 30.
Ståndarna och pistillerna mognar vid olika tidpunkter, vilket är ett skydd mot självbefruktning. Detta växtsätt kallas dikogami.

## Habitat
Nordöstra Italien, Slovenien (östra Alperna), Österrike.

## Biotop
Stenbundna, soliga sluttningar. Kalkgynnad.
2 000 — 2 300 m ö h.

## Etymologi
- Släktnamnet Dianthus härleds från grekiska Διός, Dios (ett alternativt namn till guden Zeus) och ἀνθός, anthos = blomma. Betydelsen blir sålunda Zeus blomma. I överförd bemärkelse kan det även förstås som gudomlig blomma. Detta var ett namn, som användes för en växt i antiken, redan 300 år före vår tideräkning.
- Artepitetet alpinus är latin och betyder alpinskt

## Användning
Förädlade arter kan odlas som prydnadsväxter, men blir ofta kortlivade.

## Homonymer
- Dianthus alpinus Sibth. & Sm. = Dianthus haematocalyx subsp. haematocalyx
- Dianthus alpinus Vill. = Dianthus seguieri subsp. requienii (Godr.) M.Bernal, Laínz & Muñoz Garm.

## Bilder

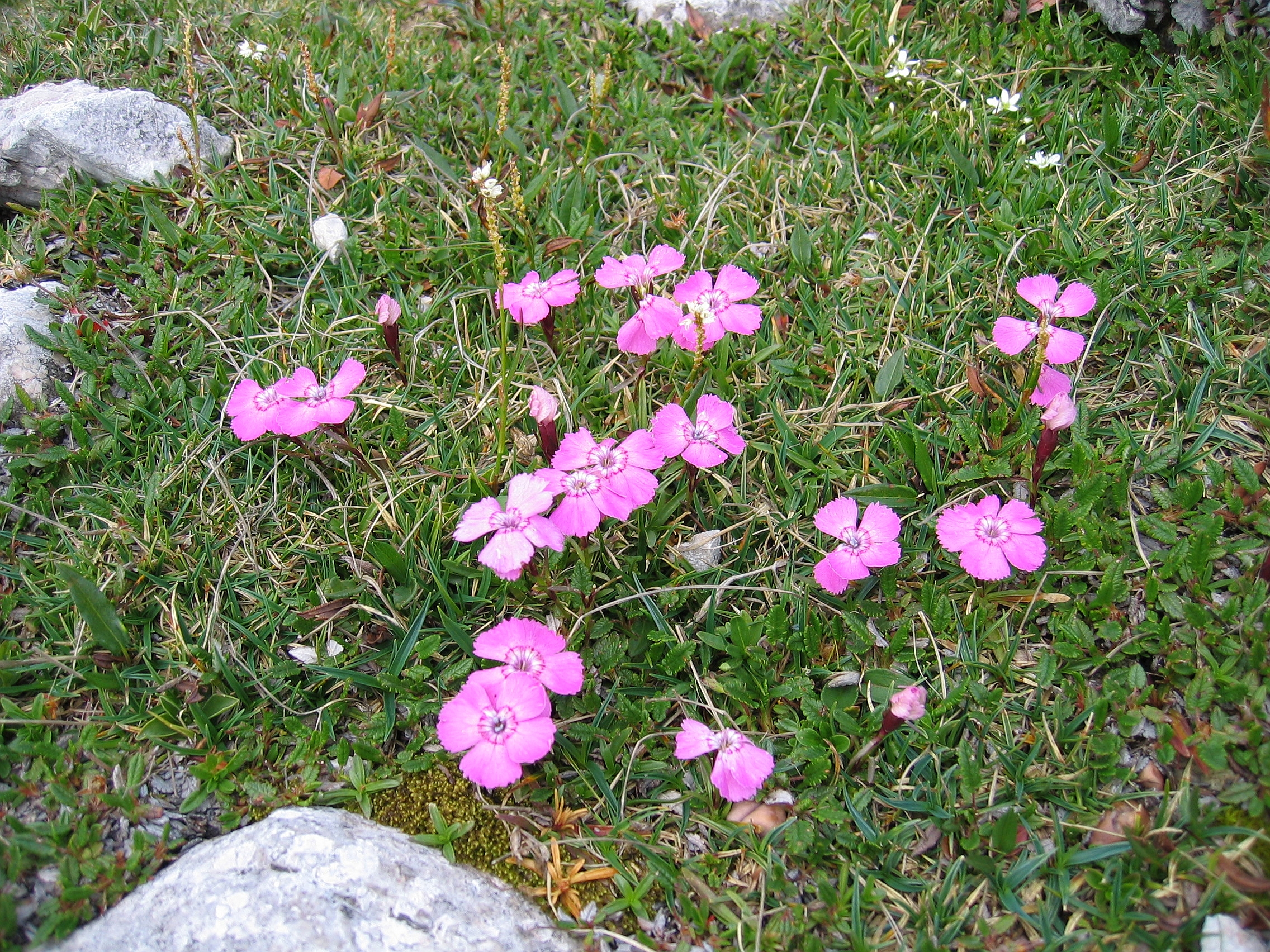
Habitat, 2 300 m ö h
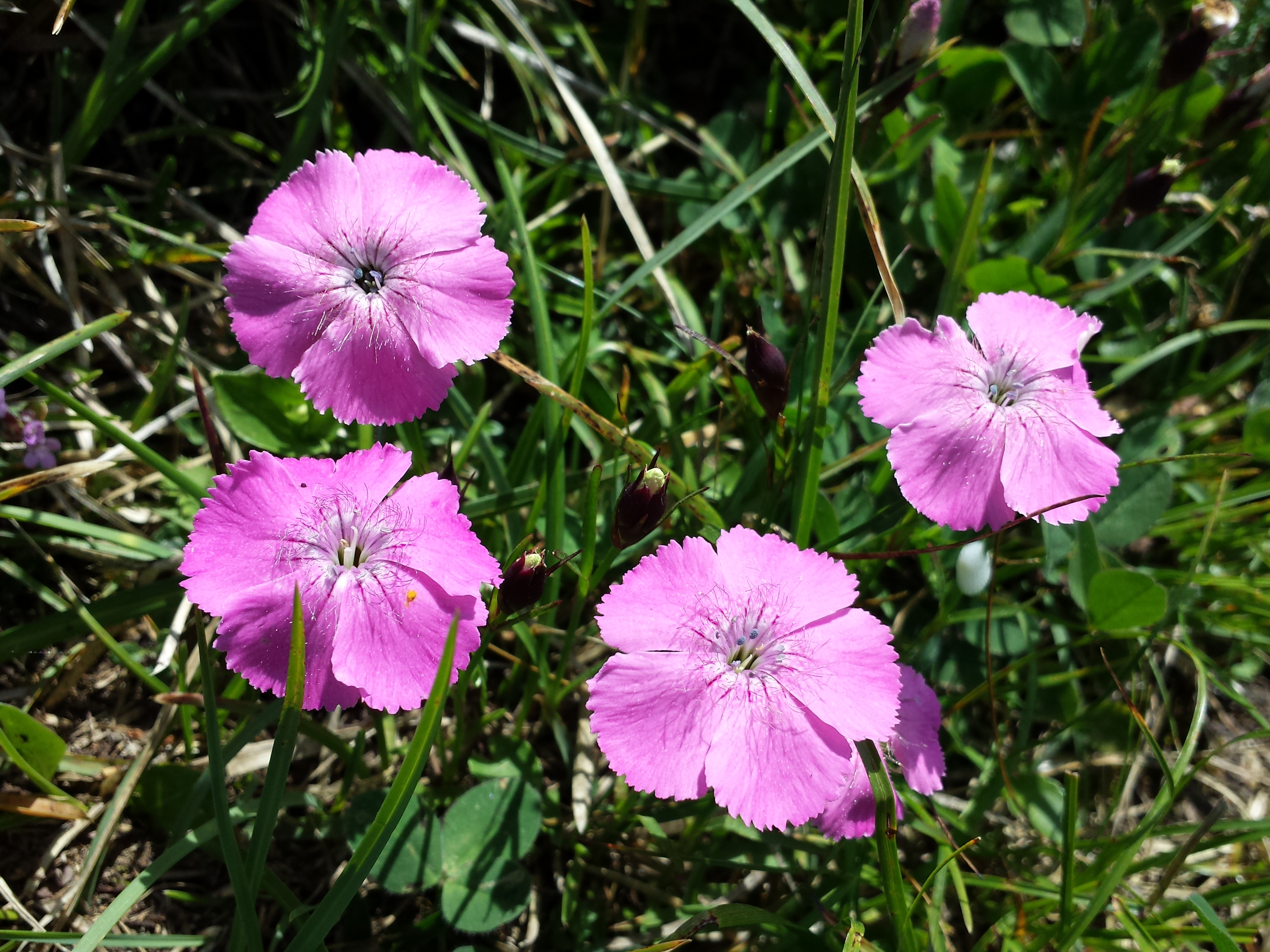
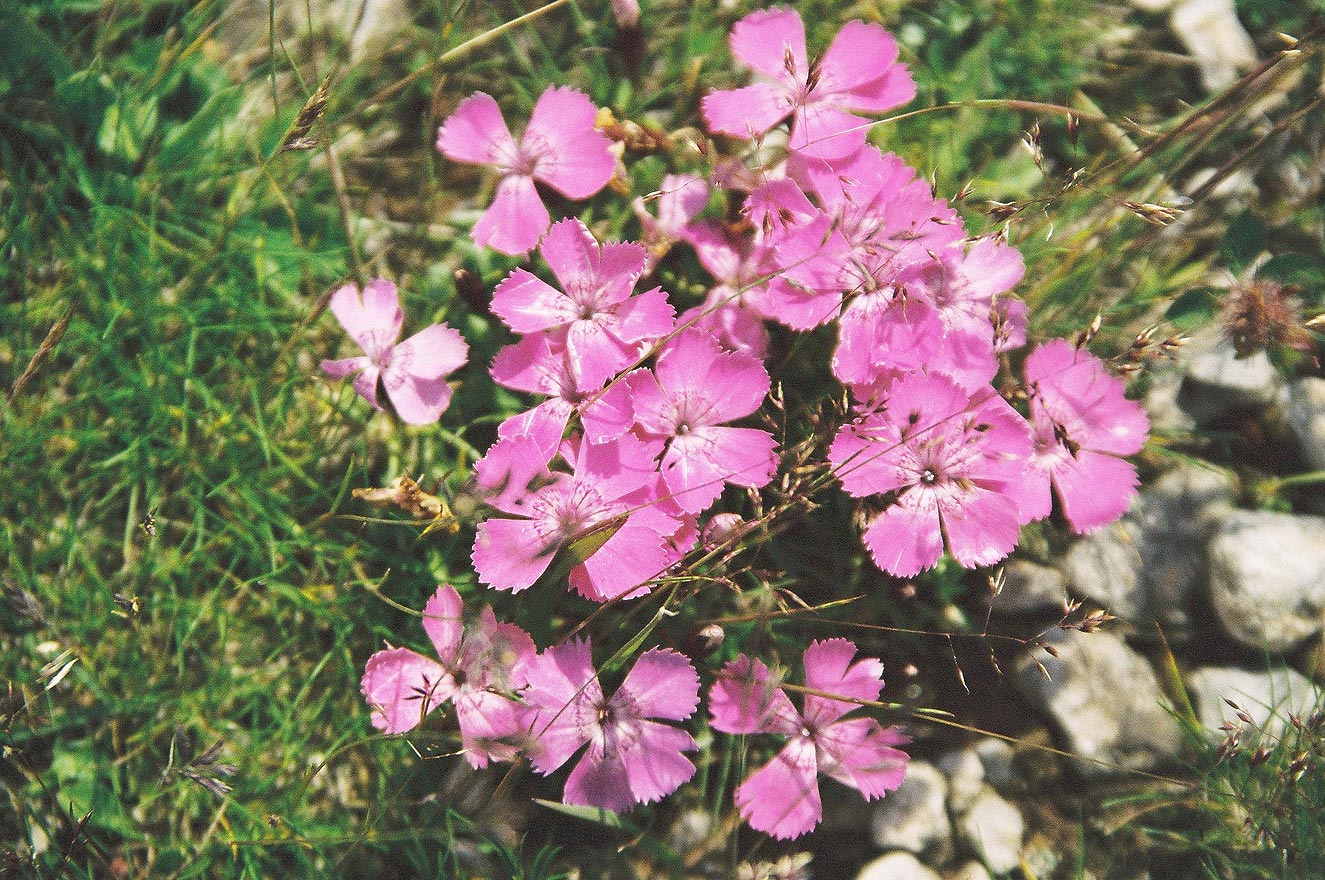
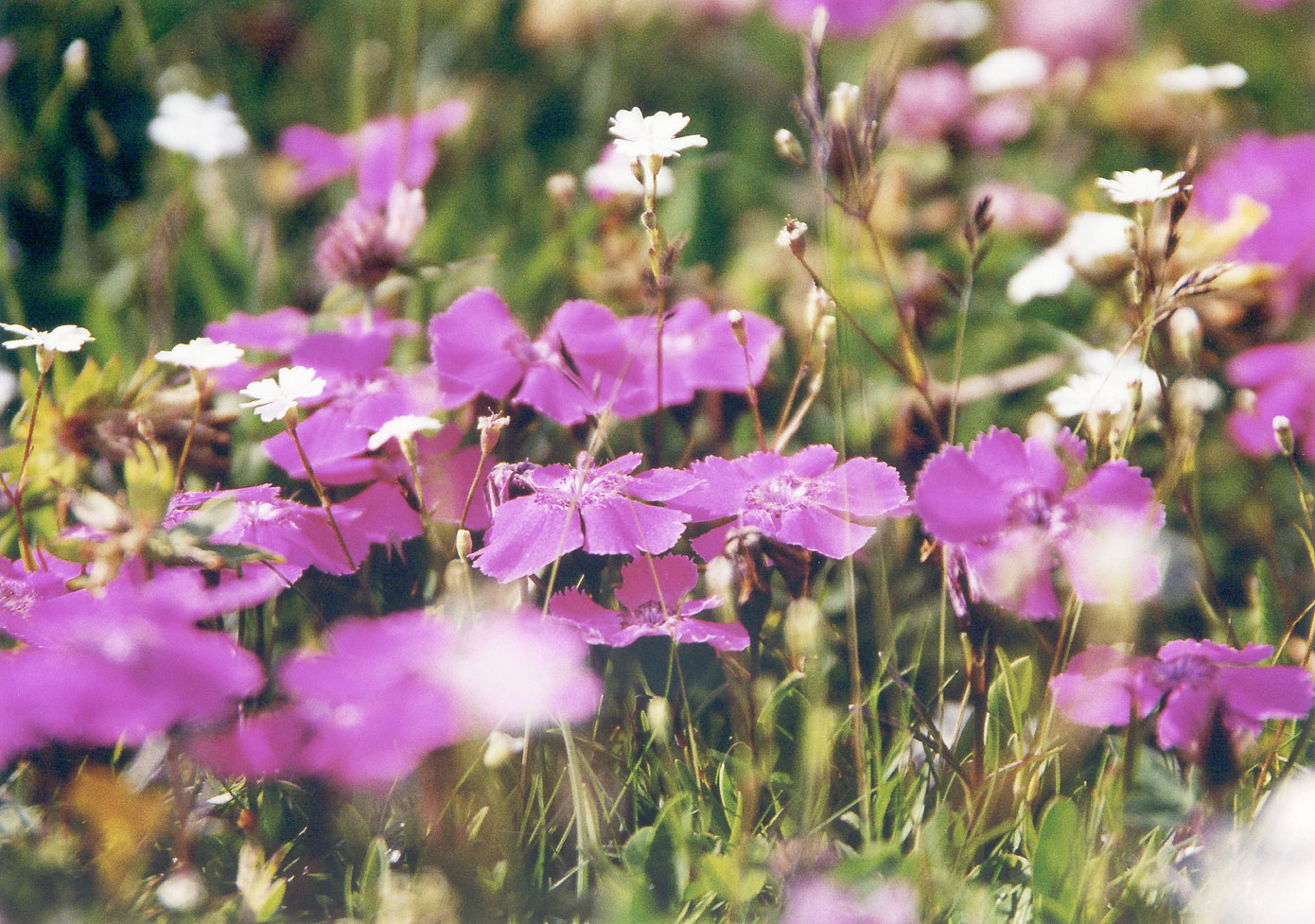
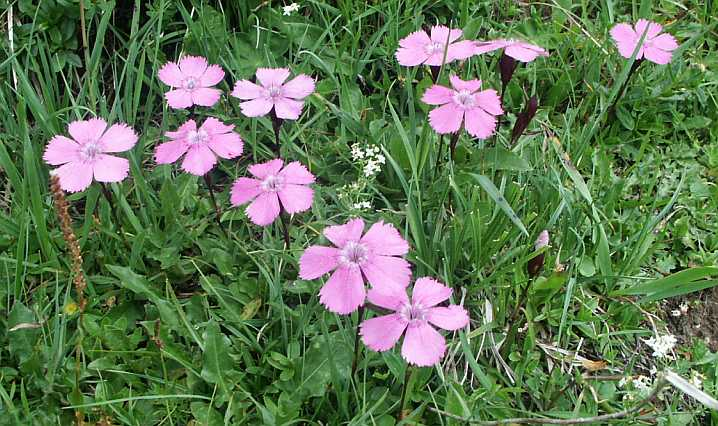
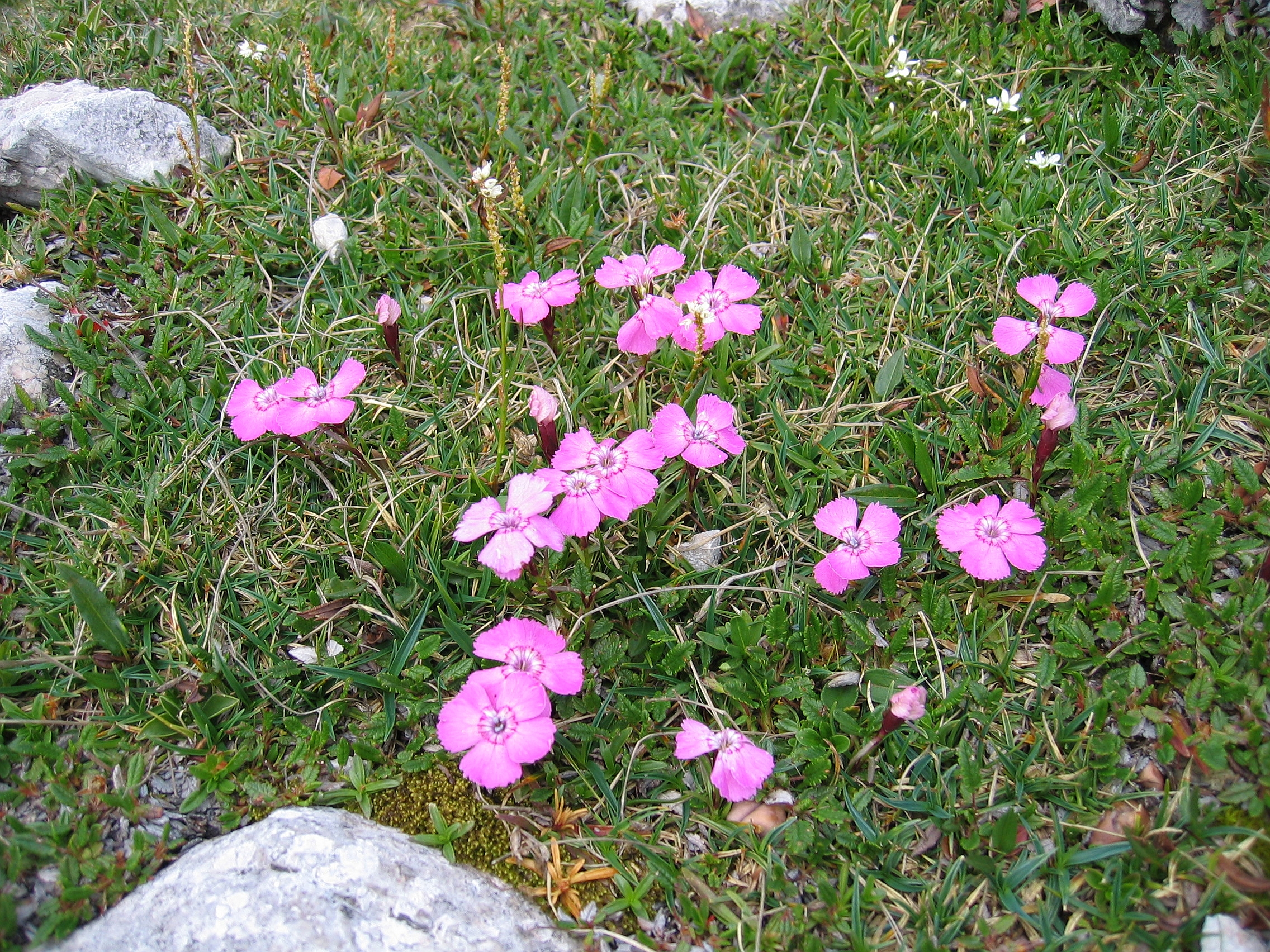
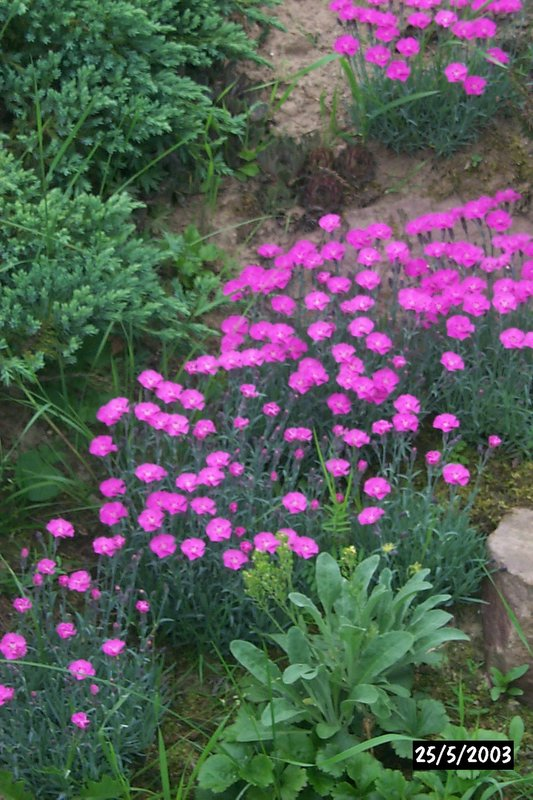
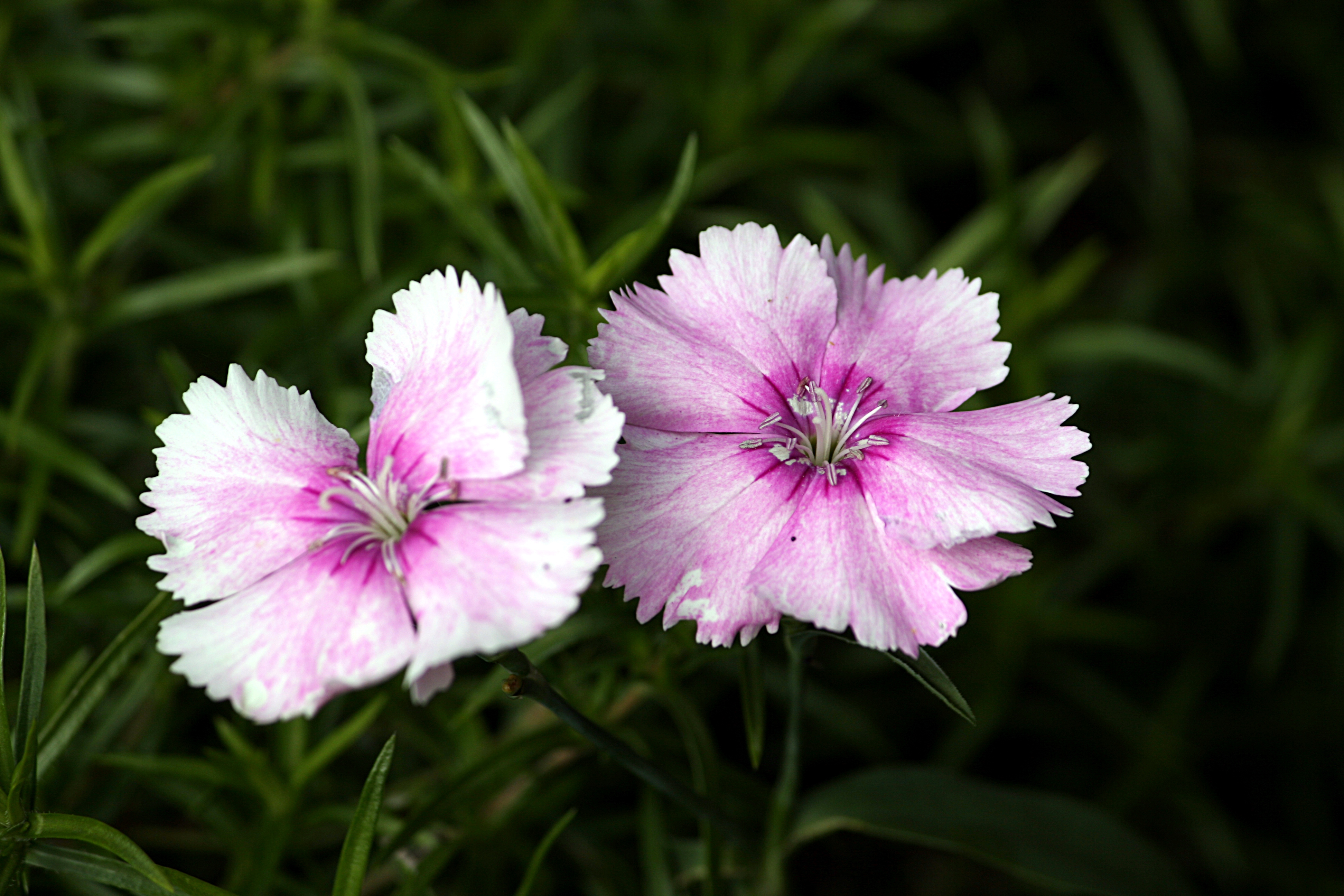

## Förädlade varianter

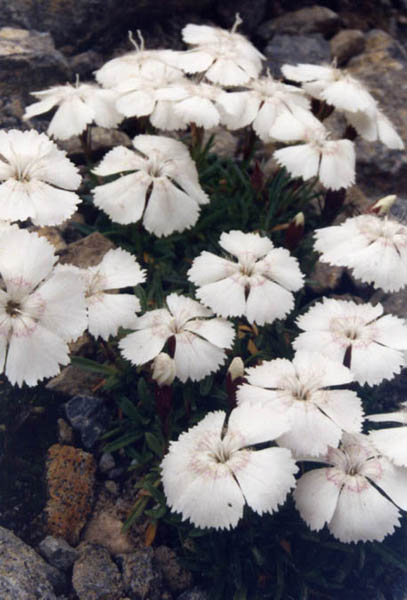
Dianthus alpinus 'albus'
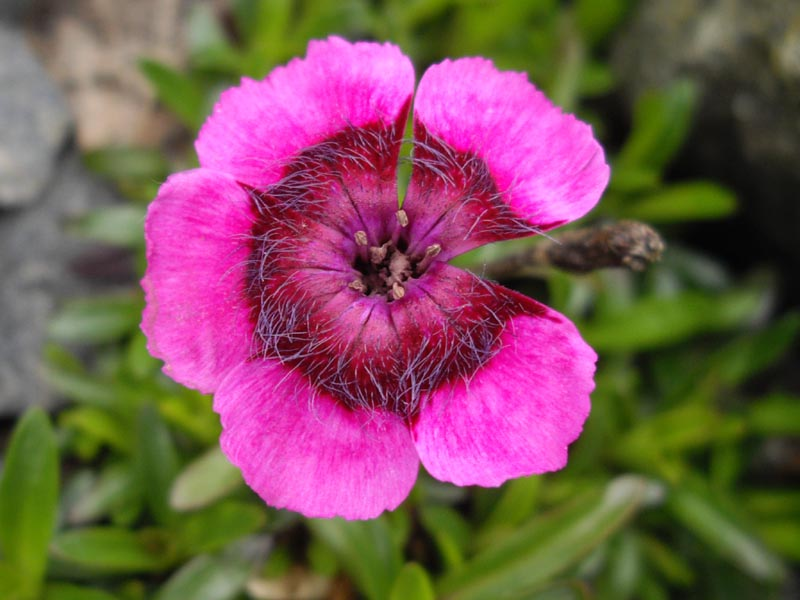
Dianthus alpinus 'Joans Blood'
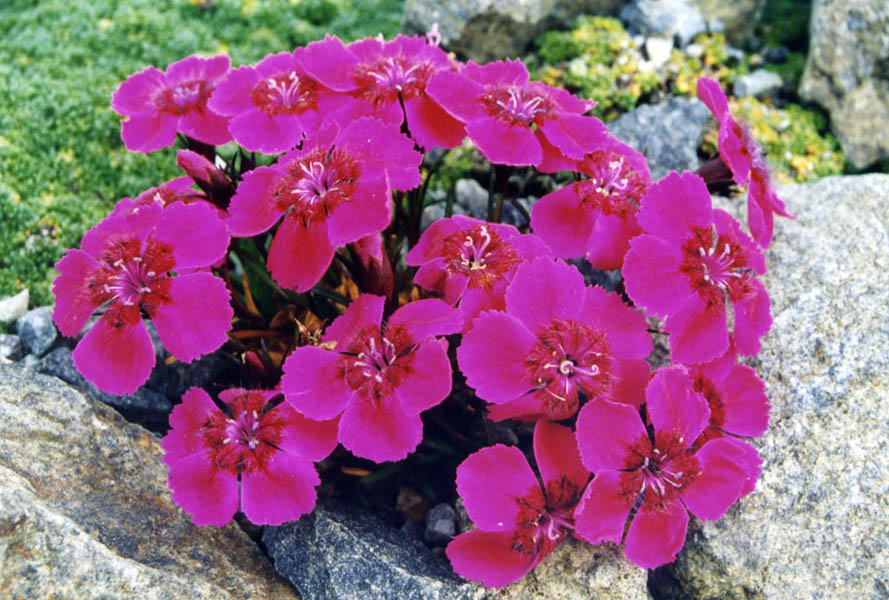
Dianthus alpinus 'velours bordeaux'
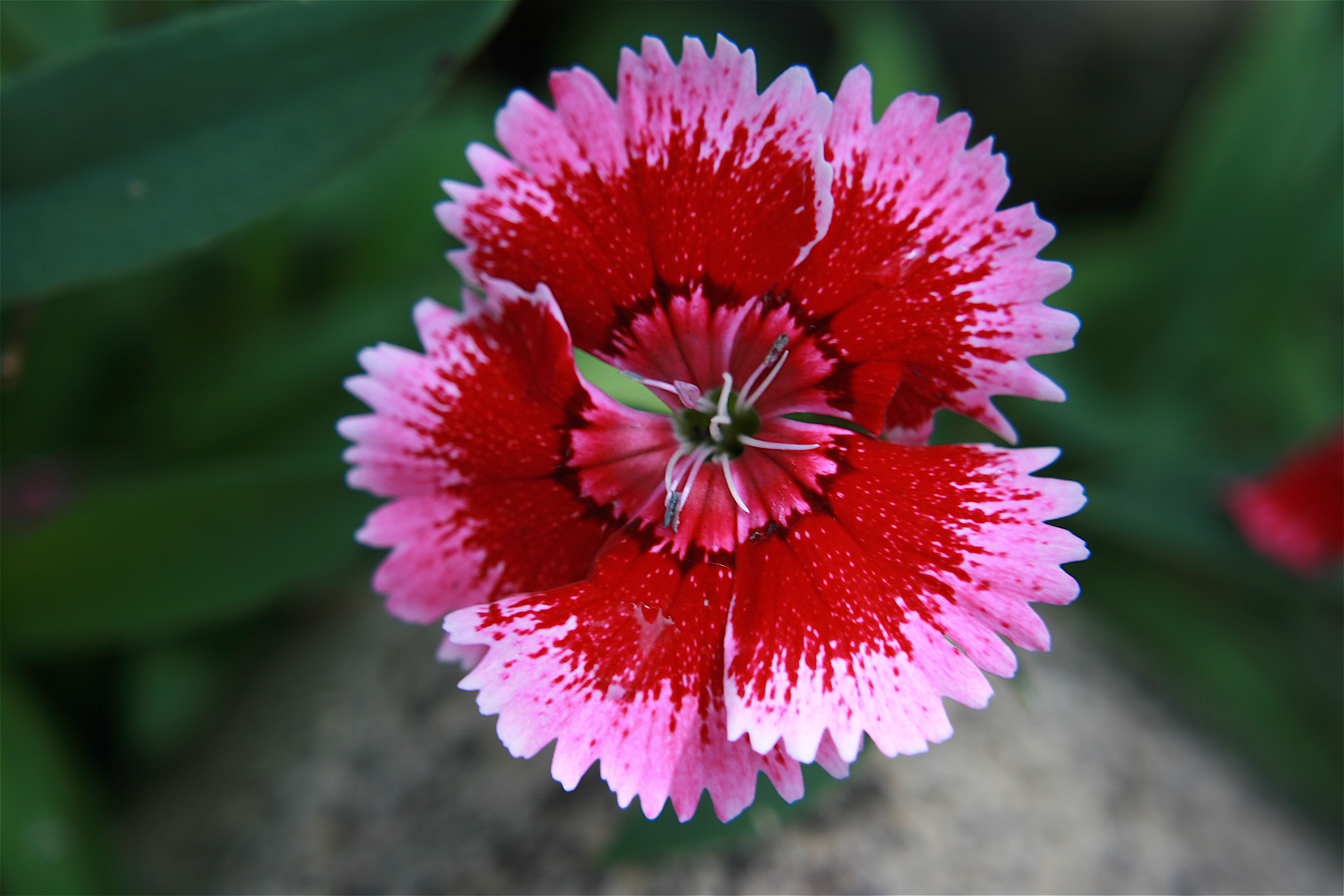
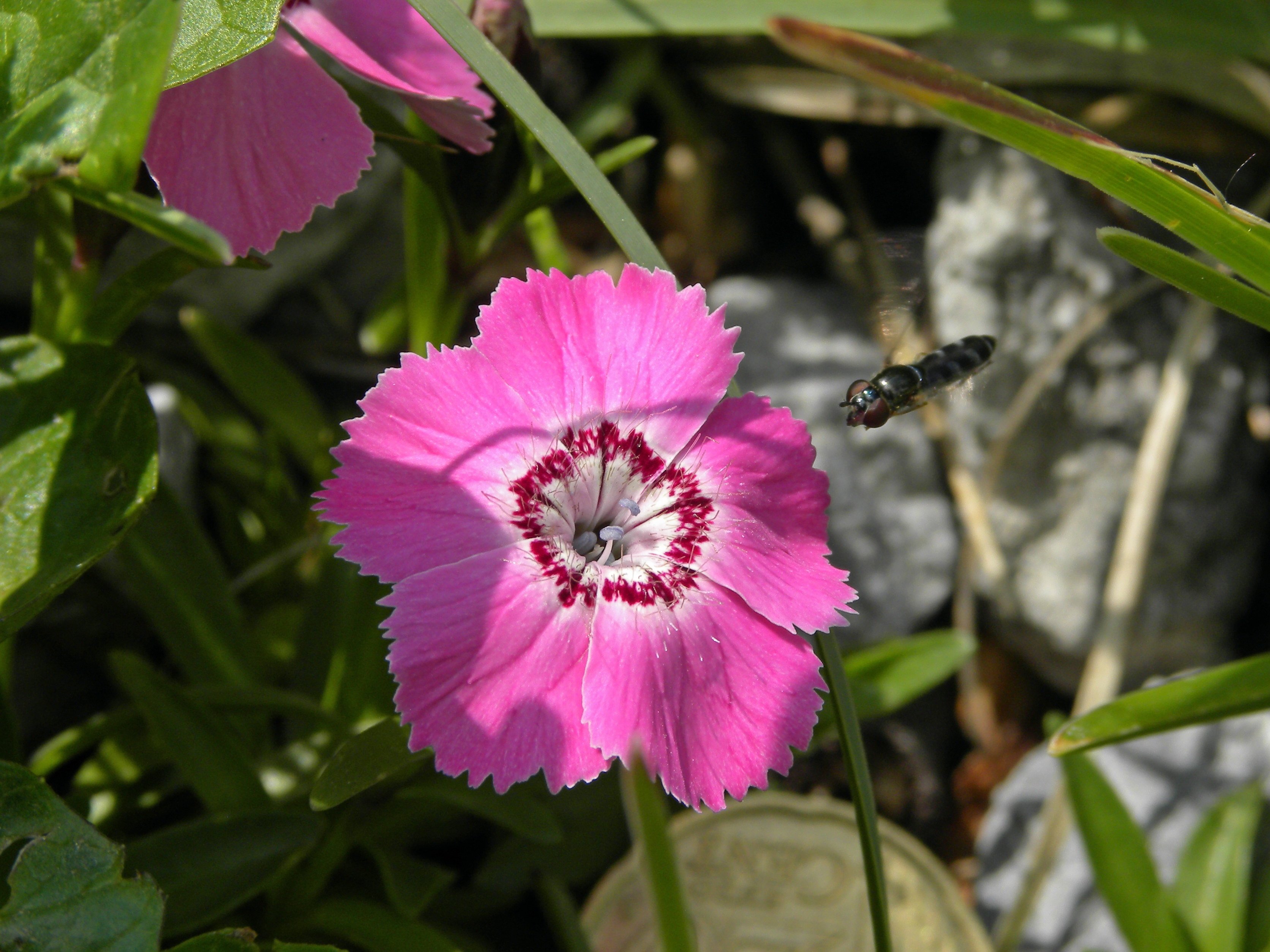